# Fuerte Sam Houston
El fuerte de Sam Houston (del inglés Fort Sam Houston) es un fuerte del Ejército de Estados Unidos situado en San Antonio, Texas, que en la actualidad acoge la sede de varias instituciones del ejército estadounidense. Conocido coloquialmente como "Fort Sam", lleva el nombre del senador estadounidense de Texas, representante estadounidense de Tennessee, gobernador de Texas y el primer presidente de la República de Texas, Sam Houston.
Las misiones de la instalación incluyen servir como cuartel general para el Ejército del Norte de los Estados Unidos (anteriormente el Quinto Ejército de los Estados Unidos), el Ejército del Sur de los Estados Unidos, la sede del Comando Médico del Ejército (MEDCOM), el Centro Médico del Ejército (AMEDD) y la Escuela, el Quinta Brigada de Reclutamiento, Reclutamiento Regional de la Armada, la Estación de Procesamiento y Entrada Militar de San Antonio, y el Recinto de Educación y Capacitación Médica (METC). El 1 de octubre de 2010, Fort Sam Houston se unió a las Bases de la Fuerza Aérea Lackland y Randolph para crear la Base Conjunta San Antonio, bajo la administración de la Fuerza Aérea.